# Avat
Avatul  (Aspius aspius) este denumirea unei specii de pești care face parte din familia Cyprinidae. Această familie cuprinde cca.  1.500 de specii de pești care au o lungime între 80 și 120 cm. 

## Mod de viață
Caracteristic Cyprinidaelor este lipsa dinților, gura largă cu comisura gurii care ajunge până sub ochi, sunt pești cu o carne apreciată. Tineretul nu este pașnic  hrănindu-se cu larve de insecte, moluște și viermi. Dar pe măsură ce avansează în vârstă  cu toate că este lipsit de dentiție devine pește răpitor atacând peștii mai mici.

## Reproducție
Perioada depunerii icrelor are loc între lunile aprilie și iulie.

## Răspândire
Avatul este un pește de apă dulce, care trăiește în apele curgătoare din Europa Centrală și Europa de Est ajungând până la Volga. Limita de sud arealului de răspândire fiind Dunărea, limita de vest Rinul, spre nord ajunge până în sudul Suediei și Finlandei iar limita de est fiind Volga. Prin construirea canalului Main-Dunăre a început să se răspândească și în Europa de Vest. Avatul este un pește care vânează în apropiere de suprafață, preferă apele repezi. In Germania care este limita de vest a arealului său de răspândire este considerat ca un pește periclitat pe cale de dispariție.

## Pescuitul la avat
Avatul este foarte apreciat de pescarii sportivi, fiind un pește care atacă agresiv nălucile. Cel mai adesea este pescuit folosindu-se tehnica de pescuit cu năluci (spinning), dar este apreciat și de cei care practică pescuitul la muscă artificială (fly-fishing). Cele mai folosite năluci de avat sunt cicadele, rotativele, spinner-tail-urile și voblerele ce imită peștii pradă (obleții și albitura).